# 東方快車'88

東方快車'88的路線圖

東方快車'88（日语：オリエント・エクスプレス '88，ORIENT EXPRESS '88）是富士電視台在1988年舉辦的開播30週年紀念活動之一。該活動將行駛在歐洲的東方快車車廂拉到日本行駛，由日立製作所贊助、東日本旅客鐵道（JR東日本）特別協助、JR各集團協助實現，總費用約30億日元。因此該企劃的正式名稱是「日立東方快車'88（日立オリエント・エクスプレス’88）」。
1988年，日本富士電視台為紀念成立30週年，東方快車開出一列由NIOE編組的特別列車，於1988年9月7日在法國巴黎里昂車站啟程，途經西德、東德、波蘭、蘇聯、中國大陸及香港，最後以船運往日本繼續行程，全程15,494公里。東方快車於同年9月26日下午2時45分駛進九龙车站，同月底把火車由船運往日本山口縣德山下松港，完成餘下日本部分的最後一段旅程。
及後經過健力士世界紀錄驗證，由於該次車程中只有在巴黎里昂車站至香港九龙车站一段，列車才在路軌上連續性營運行駛，故健力士世界驗證機關最後公佈兩站間行駛的東方快車路程才承認為世界最長營運列車，打破了定期由蘇聯莫斯科來往朝鲜平壤的國際列車（俄罗斯铁路651Э/652Э次列车，又称朝鲜铁路7/8次列车）的行駛里數。截至2011年11月，該世界最長營運列車的世界紀錄仍未被其他列車線打破。

## 运行

### 运行径路
●…停车时间6小时以上、◎…停车时间24小时以上、★…转向架换装
里昂車站→莫城站→兰斯站→科隆火车总站→黑尔姆施塔特→马林博恩站→●波茨坦→●柏林-利希滕贝格车站→库特诺→索哈切夫→●华沙中央车站→泰雷斯波尔站→★布列斯特中央车站→◎莫斯科白俄罗斯车站→莫斯科雅罗斯拉夫尔车站→基洛夫→彼尔姆→叶卡捷琳堡客运站→鄂木斯克客运站→●新西伯利亚站→克拉斯诺亚尔斯克客运站→◎伊爾庫茨克客運站→●赤塔2号站→★后贝加尔斯克站→满洲里站→安达站→哈尔滨站→◎北京站→（经武汉长江大桥）→广州站→深圳站→九龙车站→车厢以船舶运输至德山下松港
★德山下松港→下松站→（德山下松港至广岛间不载客）→廣島站→東京站
该列车在俄罗斯莫斯科雅罗斯拉夫尔车站至中国北京站的运行路线与俄罗斯铁路东方号列车（中国铁路19/20次列车（今K19/20次列车））重合，北京站至香港九龙站（今红磡站）的运行路线与中国铁路47/48次列车（今Z97/98次列车）重合，在中国境内按国际联运特快列车办理，由铁道部对外服务公司负责。

### 各区间牵引机车
| 区間                           | 机车型号                                            | 机车编号                                            |
| ------------------------------ | --------------------------------------------------- | --------------------------------------------------- |
| 苏黎世中央车站→里昂車站(回送)  | 单机(型号不详)                                      | 不详                                                |
| 里昂車站→莫城站                | 法国国铁230G形蒸汽机车 法國國鐵BB 22200型電力機車   | 230.G.353(蒸汽机车) 17.D.11?(煤水车) 不详(电力机车) |
| 黑尔姆施塔特                   | 德国联邦铁路110型电力机车                           | 110 273-8                                           |
| 黑尔姆施塔特→马林博恩站        | 德国国营铁路132型柴油机车                           | 132 337-7                                           |
| 马林博恩站→柏林-利希滕贝格车站 | 德意志国铁路01型蒸汽机车 德国国营铁路01.5型蒸汽机车 | 01 137 011531-1                                     |
| 库特诺→泰雷斯波尔站            | 波兰国铁Pt47形蒸汽机车 波兰国铁Ty51形蒸汽机车       | Pt47 112 Ty51 92                                    |
| 泰雷斯波尔站→布列斯特中央车站  | 波兰国铁EU07形电力机车                              | EU07-471                                            |
| 布列斯特中央车站→              | P36型蒸汽机车                                       | П36-0064                                            |
| →莫斯科白俄罗斯车站            | ChS7型电力机车                                      | ЧС7-253                                             |
| 莫斯科雅罗斯拉夫尔车站→        | ChS7型电力机车                                      | ЧС7-140                                             |
| →伊爾庫茨克客運站              | VL10型电力机车                                      | ВЛ10-1358                                           |
|                                | VL60型电力机车                                      | ВЛ60пк-1882                                         |
| 后贝加尔斯克站→满洲里站        | 北京型内燃机车                                      | 1003                                                |
| 安达站→哈尔滨站                | 前进型蒸汽机车                                      | 前进2991                                            |
| 哈尔滨站→                      | 东方红3型内燃机车                                   | 东方红(3)0158 东方红(3)0134                         |
| →北京站                        | NY6型内燃机车                                       | NY60007                                             |
| 武汉长江大桥                   | 北京型内燃机车                                      | 不详 (双机重连)                                     |
| 广州站→九龙车站                | ND2型内燃机车                                       | ND2-0202                                            |